# Euclystis guerini
Euclystis guérini là một loài bướm đêm trong họ Erebidae.